# Purpur-Kegelschnecke
Der Purpurkegel, auch die Purpur-Kegelschnecke (Conus purpurascens) ist eine Schnecke aus der Familie der Kegelschnecken (Gattung Conus), die an der amerikanischen Pazifikküste lebt.

## Merkmale
Die Purpurkegelschnecke ist außerordentlich formenreich. Der Körperumgang des Schneckenhauses von Conus purpurascens ist breit kegelförmig und leicht konvex. Bei ausgewachsenen Schnecken erreicht es eine Länge von ungefähr 5 bis 10 cm. Das Gewinde kann einen ausgeprägten zweiten Kegel bilden oder auch stark abgeflacht und konkav sein. Die Grundfarbe des Gehäuses ist hellrot (daher der Name purpurascens), die Gehäusemündung hat innen einen violetten Rand. Die leicht granulöse Oberfläche des Körperumganges ist von mosaikartig braunen und weißen Linien sowie mehr oder weniger großen braunen Flecken überzogen.
Fuß, Kopf und Sipho (außer der Spitze) sind rötlich bis orange mit zahlreichen braunen Flecken. Die Fühler und die Spitze des Siphos sind weiß.

## Verbreitung
Der Purpurkegel tritt an der Pazifikküste Süd-, Mittel- und Nordamerikas auf, so gibt es Funde an den Küsten von Peru, Ecuador, Panama, Costa Rica und Mexiko.

## Lebensraum
Purpurkegel leben auf sandigem Schlammboden zwischen Felsen bzw. Felsspalten im Küstensaum.

## Nahrung
Conus purpurascens ernährt sich von Fischen, die durch einmaliges Zustechen mittels einer Harpune mit dem giftigen Radulazahn getötet werden. Die Schnecke vergräbt sich im sandigen Boden, so dass nur der Sipho herausragt. Ein Fisch, der diesen als Beutetier auffasst, wird von der Kegelschnecke harpuniert. Das Gift wirkt in Sekundenschnelle. Die Beute wird innerhalb weniger Sekunden verschluckt.

## Bedeutung für den Menschen
Conus purpurascens ist auf Grund seiner gemusterten Gehäuse ein beliebtes Sammlerobjekt, so dass der Mensch als ein Hauptfeind gelten kann.
Wie andere Kegelschnecken setzt der Purpurkegel seine giftige Harpune nicht nur zum Beutefang, sondern auch zur Verteidigung ein. Sein Giftzahn kann Handschuhe und Taucheranzüge durchdringen. Es gibt kein Antidot, so dass eine Behandlung darauf abzielt, den Betroffenen bis zum Abbau der Giftstoffe am Leben zu halten.
Einige Giftstoffe (Conotoxine) von Kegelschnecken haben eine stark analgetische Wirkung und werden deshalb auf medizinische Anwendbarkeit hin untersucht. Das in Conus purpurascens entdeckte Peptid ω-Conotoxin blockiert beim Menschen beispielsweise spezifisch N-Typ Calcium-Kanäle und verhindert damit den Calcium-Einstrom und die Freisetzung der Neurotransmitter an der  Synapse. Das Peptid kann daher die Weiterleitung von Schmerzreizen blockieren und zur Schmerzlinderung selbst in Fällen beitragen, bei denen Morphin nicht ausreichend wirksam ist.